# Kelly Pardekooper
Kelly Pardekooper (* 2. April 1968 in Des Moines, Iowa) ist ein US-amerikanischer Songwriter und Countrymusiker. Pardekooper und seine Musik werden der Alternative-Country-Richtung zugeordnet.

## Biografie und Karriere
„Ich bin geschieden worden, hab mein Haus in Iowa verkauft, mit meiner Gitarre im Auto gewohnt und lebe nun in Nashville. Na, wie macht sich das für einen richtigen Countrymusiker?“ Seine Karriere als Country- und Roots-Rock-Musiker und -Songschreiber startete der aus dem US-amerikanischen „corn belt“ stammende Nachkomme niederländischer Einwanderer relativ spät: mit Ende zwanzig. Kelly Pardekoopers Großvater stammte aus der holländischen Stadt Leiden und war als Auswanderer in den amerikanischen Mittelwesten gekommen. Sein Vater arbeitete als Verpacker im örtlichen Schlachthof. Rockmusik gehörte schon von Kind auf zu Pardekoopers Leben. Die umfangreiche Plattensammlung seiner Eltern enthielt Platten von Neil Young, den Allman Brothers, Creedence Clearwater Revival, den Doors, den Fugs sowie anderen Größen der progressiven Rockmusik Ende der Sechziger. Pardekooper selbst stand zunächst auf Hard Rock und Metal, bevorzugte jedoch während seiner Collegezeit eher Alternative-Rock-nahe Bands wie R.E.M., U2 oder The Cult.
Auf dem College machte sich der spätere Musiker und Songwriter vor allem als Sportskanone einen Namen. Pardekooper war Captain des Football-Teams und stellte regionale Rekorde in mehreren Disziplinen auf. Im Alter von 22 Jahren kaufte er sich seine erste Gitarre. Die folgenden Jahre beschränkte sich die Musikbegeisterung des mittlerweile verheirateten und einem regelmäßigen Job nachgehenden Amateur-Songwriters allerdings vorwiegend auf Abhängen im überregional bekannten Rock-Club „Gabe's“. 1998 erschien schließlich seine erste CD, „30 Weights“, die von der Kritik mit Aufmerksamkeit und Lob bedacht wurde. Privat zog der erst zaghaft, dann energisch betriebene Ausbruch aus dem geordneten Kleinstadtleben herbe Konsequenzen nach sich. Es folgte die Scheidung von seiner Frau sowie der Verkauf des gemeinsamen Hauses. Kelly Pardekooper kündigte seinen Job, um für ein Musik-Independentmagazin zu schreiben, reiste mit dem Auto umher (unter anderem auch nach Nashville), gründete eine eigene Band namens Devil’s Horse Band und widmete sich in den folgenden Jahren hauptsächlich seiner weiteren Musikkarriere.
Kelly Pardekooper hatte Glück, und er war originär genug für das Business. Sein rauer, Roots Rock-lastiger Sound und seine zwischen Melancholie und Sarkasmus schwankenden Texte wurden auch überregional registriert. Es folgten die Alben „Johnson County Snow“ (2000), das Live-Album „Live at Gabe's“ (2001) und schließlich die auch in Europa distributierte CD „House Of Mud“ (2002). Anlässlich von „House Of Mud“ verortete der US-Rolling Stone Kelly Pardekooper stilistisch irgendwo im weiten Feld zwischen Johnny Cash und der Punkgruppe The Clash. Als bislang letztes Album folgte 2005 die ebenfalls mit viel positiver Kritik bedachte CD „Haymarker Heart“. Im Herbst 2003 erfolgte auch eine erste Club-Tournee in Deutschland, Österreich und den Niederlanden. Einen Eindruck davon vermittelt die in Frankfurt am Main aufgenommene CD „Live in Europe“. Einen Auftritt absolvierte Pardekooper mit Band auch auf dem Tayker Root Festival in Assen, Holland.
Was die Vermarktung seiner Musik angeht, vertritt Kelly Pardekooper eine strikte Independent-Philosophie und bevorzugt kleine, unabhängige Labels, die den Künstlern eher eine weitgehende Freiheit gewähren. Geholfen hat ihm in den letzten Jahren unter anderem ein Stipendium des Whiskey-Produzenten Jim Beam, welches allerdings, wie Pardekooper betont, lediglich finanzieller Natur gewesen sei. In Deutschland wird seine Musik über Trocadero Records vertrieben. Um europäischen Pardekooper-Fans die vergangenen Studio-Alben zumindest teilweise nahezubringen, sind die bei Trocadero erschienenen Veröffentlichungen mit einzelnen Stücken aus den vergangenen Studio-Alben aufgestockt. Über den aktuellen Wohnort des Sängers gibt es widersprüchliche Angaben. Einige Angaben verorten den derzeitigen Wohnsitz des „Typen aus Iowa mit den schlechten Haaren und dem lustigen Namen“ in Madison, Wisconsin, andere hingegen in Iowa City.

## Stil und Kritiken
Mit Roots Rock-lastigem, schrammelndem Gitarrensound sowie Texten, die einen kritischen Blick hinter das Alltagsleben im amerikanischen Mittelwesten werfen, hat sich Kelly Pardekooper in der weit gefächerten Alternative Country- und New-Country-Szene einen Namen gemacht. Musikalisch changiert der Nachkomme holländischer Einwanderer zwischen einem Alternative-Rock-ähnlichen, abgespeckten Gitarrensound und Akustikgitarre-betonten Folk-Elementen. Musikalische Raffinesse wird ihm weniger nachgesagt, was teilweise auch für die Texte gilt, die vor allem von scharfer Beobachtungsgabe künden. Allgemein gilt Kelly Pardekooper weniger als Genre-Virtuose denn als glaubwürdiger Country-Songwriter mit dem Herz auf dem rechten Fleck. Was die stilistische Umsetzung angeht, gibt er sich weniger festgelegt und spielt nach eigenen Aussagen das, was Bands heute eben so spielen. Trotzdem waren die beiden Alben „House of Mud“ und „Haymakers Heart“ stärker als früher ausdifferenziert. Einige Rezensenten entdeckten in ihnen sogar Pop-nahe Fragmente.
Die Online-Ausgabe der US-amerikanischen Musikzeitschrift Rolling Stone brachte Pardekoopers Stil wie folgt auf den Punkt: „Dieser Iowa-Songwriter zelebriert eine seltene Mischung aus Songs, die Geschichten erzählen, einem abgespeckten, manchmal lauten Folkgitarren-Spiel und schludrigem Country-Rock.“ Das Online-Musikmagazin No Depression fühlte sich anlässlich des Songs „Not In Iowa“ von der CD „House Of Mud“ an einen Spaghettiwestern-Shootout zwischen den Dire Straits und Calexico erinnert. Was ist besser – die Texte oder die Musik? Das Online-Magazin starkult.de akzentuierte in seiner Kritik von „House Of Mud“ vor allem auf die Texte; sie enthielten „Geschichten über Kleinstadtabenteuer, über Entfremdung zwischen Menschen, über verbotene Liebe und düsteren Sex. Lakonisch, beinahe stoisch mit klarer Stimme gesungen und in eingängige Songs verpackt, die intelligenten Country, kaputten Blues und flüssigen Folk mit einer gewissen Punk-Attitüde verbinden.“

## Diskografie
- 1998: 30 Weight (Leisure Time Records)
- 2000: Johnson County Snow (Leisure Time Records)
- 2001: Live at Gabe's
- 2002: House of Mud (Trailer Records, Vertrieb in Deutschland Trocadero Records)
- 2004: Life in Europe (Leisure Time Records)
- 2005: Haymaker Heart (Trailer Records, Vertrieb in Deutschland Trocadero Records)
- 2006: Brand New Bag (Sonic Rendezvous Records)
- 2011: Yonder (Leisure Time Records)
- 2014: Milk In Sunshine (Leisure Time Records)